# 縄手町
縄手町（なわてちょう）は、大阪府中河内郡にあった町。現在の東大阪市の南東端、近鉄奈良線瓢箪山駅の周辺にあたる。本項では町制前の名称である縄手村（なわてむら）についても述べる。

## 地理
- 河川：恩智川

## 歴史
- 1929年（昭和4年）4月1日 - 中河内郡枚岡南村・池島村が合併して縄手村が発足。
- 1947年（昭和22年）10月1日 - 町制を施行して縄手町となる。
- 1955年（昭和30年）1月11日 - 中河内郡孔舎衙村・石切町・枚岡町と合併して枚岡市が発足。同日縄手町廃止。

## 交通

### 鉄道路線
- 近畿日本鉄道
  - 奈良線
    - 瓢箪山駅

### 道路
- 国道170号